# Klaus Stern (Rechtswissenschaftler)
Klaus Stern (* 11. Januar 1932 in Nürnberg; † 5. Januar 2023 in Düsseldorf) war ein deutscher Rechtswissenschaftler und Professor für Öffentliches Recht, Allgemeine Rechts- und Verwaltungslehre sowie Richter am Verfassungsgerichtshof des Landes Nordrhein-Westfalen. Stern galt als einer der renommiertesten Staatsrechtler Deutschlands.

## Leben
Klaus Stern ging in Nürnberg zur Schule und machte dort am humanistischen Melanchthon-Gymnasium 1951 das Abitur. In den Jahren 1951 bis 1955 studierte er Rechtswissenschaft und Volkswirtschaftslehre an den Universitäten Erlangen und München. 1955 legte er in München die erste Juristische Staatsprüfung ab und wurde mit der Dissertation Gesetzesauslegung und Auslegungsgrundsätze des Bundesverfassungsgerichts 1956 an der juristischen Fakultät der Universität München zum Dr. iur. promoviert. In den Jahren 1956 bis 1960 leistete Stern sein Rechtsreferendariat am Oberlandesgericht München ab und war zugleich Wissenschaftlicher Assistent an der Universität München. 1960 legte er dort die zweite Juristische Staatsprüfung ab. Schon 1961 wurde er mit der Habilitationsschrift Wirtschaftsverfassung und Energiewirtschaftsrecht für Öffentliches Recht und Allgemeine Rechtslehre an der Universität München habilitiert.
1962 folgte Stern mit nur 30 Jahren einer Berufung als ordentlicher Professor für Staatsrecht und Politik an die Freie Universität Berlin. 1966 nahm Stern sodann einen Ruf als Direktor des Instituts für Öffentliches Recht und Verwaltungslehre als Ordinarius an die Universität zu Köln an (Nachfolge Hans Peters). Bis zu seiner Emeritierung im Jahre 1998 wirkte Stern in dieser Funktion. Ab 1968 trat er zudem auch in die Leitung des Instituts für Rundfunkrecht an der Universität zu Köln ein. Stern lehnte Rufe der Universitäten Göttingen (1962), Kiel (1964), Frankfurt am Main (1965) und München (1977) ab. Zu seinen Schülern zählen u. a.: Hermann-Josef Blanke, Herbert Bethge, Joachim Burmeister, Johannes Dietlein, Michael Nierhaus, Günter Püttner, Michael Sachs, Helmut Siekmann und Peter Tettinger.
In der Zeit von 1969 bis 1971 wurde Stern im Alter von 37 Jahren für zwei Amtszeiten zum Dekan der Rechtswissenschaftlichen Fakultät der Universität zu Köln gewählt und amtierte von 1971 bis 1973 als Rektor sowie von 1973 bis 1975 als Prorektor. Von 1971 bis 1972 war er Vorsitzender der Landesrektorenkonferenz Nordrhein-Westfalen. Von 1976 bis 2000 war Stern zudem vom Landtag gewählter Richter des Verfassungsgerichtshof für das Land Nordrhein-Westfalen. Darüber hinaus wurde Klaus Stern mehrfach als Berater zu den Verhandlungen über die Wiedervereinigung Deutschlands hinzugezogen und Angehöriger zahlreicher Gremien von Bundestag, Bundesregierung sowie des Bundespräsidenten. Insbesondere nach seiner Emeritierung – und bis 2015 – war Stern Studienleiter der Verwaltungs- und Wirtschaftsakademie Düsseldorf und lehrte daneben dort u. a. die Fächer öffentliches Recht, Staatsrecht und Verwaltungsrecht. Von 1975 bis zu seinem Tode war er Mitglied des Wissenschaftlichen Beirats beim Bundesministerium der Finanzen.
Klaus Stern war mit Helga Stern, geb. Horn, bis zu ihrem Tod am 29. August 2013 verheiratet.

## Hauptarbeitsgebiete
Die Hauptarbeitsgebiete Klaus Sterns waren:
- Deutsches sowie ausländisches Staats- und Verfassungsrecht,
- Europarecht,
- Verwaltungsrecht, insbesondere Kommunal- und Wirtschaftsverwaltungsrecht,
- Rundfunk- und Medienrecht,
- Postrecht.

## Mitgliedschaften
Klaus Stern wurde in mehrere Bundes- und Landesinstitutionen sowie in verschiedene wissenschaftliche Organisationen berufen. Darunter fallen:
- In den Jahren 1971 bis 1976 war Stern Mitglied der Enquete-Kommission Verfassungsreform des Deutschen Bundestages,
- von 1972 bis 1984 Mitglied der Ständigen Deputation des Deutschen Juristentages,
- von 1978 bis 1980 Erster Vorsitzender der Vereinigung Deutscher Staatsrechtslehrer,
- von 1983 bis 1989 Mitglied des Senats der Deutschen Forschungsgemeinschaft,
- von 1992 bis 1993 Mitglied der Parteien-Finanzierungskommission des Bundespräsidenten
- sowie von 2001 bis 2002 Mitglied der Kommission des Landtags Nordrhein-Westfalen zu Fragen des Abgeordnetenrechts.

Stern war Mitglied in der Deutschen Atlantischen Gesellschaft, der Deutschen Sektion der der Internationalen Juristenkommission, des Deutschen Juristentags, der Deutsch-Italienischen Juristenvereinigung, der Deutsch-Polnischen Gesellschaft, der Deutsch-Ungarischen Gesellschaft, der Deutsch-Japanischen juristischen Vereinigung, der Gesellschaft Münchener Juristen, der Gesellschaft für Rechtspolitik, der Gesellschaft für Rechtsvergleichung, der Gesellschaft für Wirtschafts- und Sozialwissenschaften – Verein für Socialpolitik, der Juristischen Gesellschaft zu Berlin, der Kölner Juristischen Gesellschaft und der Vereinigung der Deutschen Staatsrechtslehrer. Seit 1978 war er Mitglied der Nordrhein-Westfälischen Akademie der Wissenschaften und der Künste.

## Schriften (Auswahl)

### Als Autor
Klaus Stern war Begründer (und Autor) einer der umfassendsten staatsrechtlichen, politischen und historischen Darstellung des Deutschen Staatsrechts. Das fünfbändige Werk mit ca. 12.500 Seiten ist seit der Veröffentlichung des ersten Bandes 1977 zum Standardwerk avanciert. Mitautoren des Werkes sind seit Band III/1 der Kölner Staatsrechtslehrer Michael Sachs sowie der Düsseldorfer Staatsrechtslehrer Johannes Dietlein (Bd. IV/1 und Bd. IV/2).
Das Staatsrecht der Bundesrepublik Deutschland (5 Bände):
- Band I: Grundbegriffe und Grundlagen des Staatsrechts. Strukturprinzipien der Verfassung, München 1977, 2. Aufl. 1984,
- Band II: Staatsorgane, Staatsfunktionen, Finanz- und Haushaltsverfassung, Notstandsverfassung, München 1980,
- Band III/1: Allgemeine Lehren der Grundrechte, München 1983,
- Band III/2: Allgemeine Lehren der Grundrechte, München 1994,
- Band IV/1: Die einzelnen Grundrechte, München 2006,
- Band IV/2: Die einzelnen Grundrechte, München 2011,
- Band V: Die geschichtlichen Grundlagen des deutschen Staatsrechts, München 2000.

Weiterhin war Klaus Stern Autor zahlreicher Bücher und Veröffentlichungen mit den Themenschwerpunkten deutsches und ausländisches Staats- und Verfassungsrecht, Rundfunkrecht, Verwaltungsrecht und Europarecht.
- Die verfassungsrechtliche Position der kommunalen Gebietskörperschaften in der Elektrizitätsversorgung (= Studien zum öffentlichen Recht und zur Verwaltungslehre, Bd. 1), Berlin und Frankfurt 1966.
- Funktionsgerechte Finanzierung der Rundfunkanstalten durch den Staat. Ein Beitrag zur Rundfunkfreiheit des Art. 5 Abs. 1 GG (= Schriftenreihe des Instituts für Rundfunkrecht an der Universität zu Köln, Bd. 1), München 1968.
- Grundfragen der globalen Wirtschaftssteuerung, Berlin 1969.
- Kommentar zum Gesetz zur Förderung der Stabilität und des Wachstums der Wirtschaft (mit Paul Münch), Stuttgart [u. a.] 1967, 2. Auflage 1982.
- 40 Jahre Grundgesetz. Entstehung, Bewährung und internationale Ausstrahlung, München 1990.
- Verträge und Rechtsakte zur Deutschen Einheit (mit Bruno Schmidt-Bleibtreu). Bd. 1: Staatsvertrag zur Währungs-, Wirtschafts- und Sozialunion mit Vertragsgesetzen, Begründungen, Erläuterungen und Materialien. München 1990; Bd. 2: Einigungsvertrag und Wahlvertrag mit Vertragsgesetzen, Begründungen, Erläuterungen und Materialien. München 1990; Bd. 3: Zwei-plus-Vier-Vertrag, Partnerschaftsverträge, EG-Maßnahmepaket mit Begründungen und Materialien. München 1991.
- Das Regionalprinzip im öffentlich-rechtlichen Sparkassenwesen. Seine Geltung und Reichweite im Sparkassenorganisations- und Sparkassengeschäftsrecht (mit Michael Nierhaus), Heidelberg 1991.
- Postrecht der Bundesrepublik Deutschland, Kommentar zum Postneuordnungsgesetz (Herausgeber und Mitarbeiter), Heidelberg 1997.
- Staatliche Eingriffe in Bankenbeteiligungen (mit Johannes Dietlein) (= Studien zum öffentlichen Recht, Bd. 60), München 1997.
- Beck’scher Postgesetz-Kommentar (Mitherausgeber und Mitarbeiter), München 2000.
- Von der Europäischen Menschenrechtskonvention zur Europäischen Grundrechte-Charta. Perspektiven des Grundrechtsschutzes in Europa, in: Die Europäische Grundrechte-Charta im wertenden Verfassungsvergleich, hrsgg. von Klaus Stern und Peter J. Tettinger, Berlin 2005, S. 13–30.
- Europäische Verfassung und Grundrechte-Charta nach dem Nein der Franzosen und Niederländer, in: Europäische Verfassung im Werden, hrsgg. von Klaus Stern und Peter J. Tettinger, Berlin 2006, S. 25–36.
- Nichtraucherschutz in Deutschland. International- und verfassungsrechtliche Vorgaben gemeinsam mit Jörg Geerlings, München 2008 (= Studien zum öffentlichen Recht und zur Verwaltungslehre, Bd. 78).
- Grundrechte – Kommentar (mit F. Becker), Köln 2009.
- 60 Jahre Grundgesetz, München 2010.
- Die Rechtsstellung der Nebenbetriebe an Bundesautobahnen im Kontext des Fernstraßenrechts der Bundesrepublik Deutschland (mit Alexa Ningelgen), Baden-Baden 2012.
- Das sparkassenrechtliche Regionalprinzip. Verfassungsrechtliche Verankerung und Europarechtsgemäßheit, Baden-Baden 2014.

sowie viele Beiträge in Festschriften, Sammelwerken und Zeitschriften (Nachweise auf seiner Website).
Die vier Staatsrechts-Bände wurden noch unter seiner Beteiligung sowie seines akademischen Schülers und Mitautors an der ersten Auflage Johannes Dietlein im Jahre 2022 neu aufgelegt.

### Als Herausgeber
Klaus Stern war (Mit-)Herausgeber folgender Publikationsreihen:
- Nordrhein-Westfälische Verwaltungsblätter,
- Kölner Schriften zum Deutschen und Europäischen Verfassungs- und Verwaltungsrecht,
- Studien zum öffentlichen Recht und zur Verwaltungslehre,
- Schriftenreihe des Instituts für Rundfunkrecht an der Universität zu Köln,
- Die öffentliche Verwaltung – Zeitschrift für öffentliches Recht und Verwaltungswissenschaft (Wiss. Beirat).
- Zeitschrift für öffentliches Recht – Austrian Journal of Public and International Law (Wiss. Beirat).
- Teoria del Diritto e dello Stato – Rivista Europea di Cultura e Scienza Giuridica (Wiss. Beirat).

## Ehrungen
Folgende Ehrungen wurden Klaus Stern zuteil:

### Auszeichnungen
- 1981 Großes Goldenes Ehrenzeichen für Verdienste um die Republik Österreich,
- 1987 Bundesverdienstkreuz Erster Klasse,
- 1989 Großes Bundesverdienstkreuz,
- 1998 Österreichisches Ehrenkreuz für Wissenschaft und Kunst I. Klasse,
- 2000 Verdienstorden des Landes Nordrhein-Westfalen,
- 2002 Verdienstmedaille der Landeshauptstadt Düsseldorf,
- 2006 Ehrenmitgliedschaft der Japanischen Akademie der Wissenschaften.

### Ehrendoktorate (Dr. iur. h. c.)
- 1987 Ehrendoktorwürde der Universität Breslau, Polen,
- 1991 Ehrendoktorwürde der Bundesuniversität Ceará in Fortaleza, Brasilien,
- 2005 Ehrendoktorwürde der Universität Verona, Italien,
- 2009 Ehrendoktorwürde der Keiō-Universität in Tokio, Japan.

### Festschriften
- Germania restituta. Symposion anläßlich des 60. Geburtstags von Klaus Stern. Köln 1992.
- Der Staat des Grundgesetzes. Ausgewählte Schriften und Vorträge von Klaus Stern. Köln 1992.
- Verfassungsstaatlichkeit. Festschrift für Klaus Stern zum 65. Geburtstag. München 1997.
- Im Dienste von Staat, Recht und Wissenschaft. Ausgewählte Reden. Köln 2002.
- Der grundrechtsgeprägte Verfassungsstaat. Festschrift für Klaus Stern zum 80. Geburtstag. Hrsg. von Michael Sachs und Helmut Siekmann, in Verbindung mit Hermann-Josef Blanke, Johannes Dietlein, Michael Nierhaus und Günter Püttner, Duncker & Humblot, Berlin 2012, ISBN 978-3-428-13535-6.